# 유홍 신도비
유홍 신도비는 대한민국 경기도 하남시 하산곡동에 있다. 2003년 11월 21일 하남시의 향토유적 제8호로 지정되었다.

## 개요
1549년 사마시에 합격하고, 1553년 별시문과에 급제하여 벼슬길에 올라 삼사를 거쳐 충청/전라/경상/함경/평안 등 5도 관찰사를 역임하였다.